# フィエスタス・デ・サンタフェ
フィエスタス・デ・サンタフェ（Fiestas de Santa Fe）は、ニューメキシコ州サンタフェで毎年秋に、通常は9月の第2週に開催されるフェスティバル。

## 歴史
フィエスタス・デ・サンタフェは、ディエゴ・デ・バルガスが率いるスペイン人入植者たちが町に平和的に再移住した1712年から毎年開催されている。スペイン人居住者は1680年のプエブロの反乱で町を追放され、翌12年間を南のエルパソ・デル・ノルテ（現在のメキシコ、シウダーフアレス）で過ごした。スペイン王はデ・バルガスに追放された入植者を率いてサンタフェを再占領することを任命し、彼は1692年9月14日に無血で成し遂げたと主張されている。デ・バルガスの死の8年後の1712年、再入植地を一年に一度祝賀することが宣言された。

## みどころ
フィエスタスの始まりはゾゾブラと呼ばれる、15.2メートルの巨大な人形を燃やすことから始まる。ゾゾブラは、過去の苦境と絶望を象徴している。この後、ディエゴ・デ・バルカスの町への帰還の再現、子供たちのパレード、歴史的なパレード、舞踏会、感謝祭のカトリックのミサを含む、3日間の祝賀が続く。フィエスタスの間、サンタフェ・プラザは美術工芸品や食べ物のブース、マリアッチの演奏が町中に溢れる。フィエスタスは、殉教者に捧げるキャンドルライトの行列が続く聖フランシス大聖堂でのミサで終わる。

## 論争
フィエスタは何年にもわたって論争の的となってきた。特にプエブロ討伐と再占領を称賛するエントラーダとよばれる歴史ページェントに批判が集中してきた。フィエスタ側は、スペインによるニューメキシコのレコンキスタは「無血」だったと主張しており、これに対して先住民は抗議の声をあげてきた。
2015年、プエブロの人々によるエントラダに対する新しい沈黙の抗議行動は2015年に始まった。デモ参加者の多くは、口に黒いガムテープを貼り、プエブロの反乱の年である「1680」が書かれた黒いシャツを着て抗議した。
2017年、この抗議運動は警察と激しく衝突し、8人が逮捕されたが、罰金は後で取り下げられた。また先住民側の視点からデ・バルガスのレコンキスタを検証したドキュメンタリーフィルム「ベールド・ライトニング」も上映された。
2018年、フィエスタを「先住民の日」に置き換えることが提案されたが、数ヶ月の交渉の末、エントラーダが中止されることに決まった。